# حاله بوماهر
حاله بوماهر (به عربی: حالة بو ماهر) یک منطقهٔ مسکونی در بحرین است که در استان محرق (بحرین) واقع شده‌است.